# Freddy Mayola
Freddy Santiago Mayola Fernández (* 1. November 1977 in Havanna) ist ein  kubanischer Sprinter, dessen bestes Resultat der Gewinn der Bronzemedaille mit der kubanischen 4-mal-100-Meter-Staffel bei den Olympischen Spielen 2000 in Sydney war.
Gemeinsam mit José Ángel César, Luis Alberto Pérez-Rionda und Iván García musste sich Mayola in 38,04 Sekunden nur den Staffeln der USA sowie Brasiliens geschlagen geben.
Mayola gewann bei den Panamerikanischen Spielen 1999 eine Silbermedaille und belegte bei den Hallenweltmeisterschaften 2001 in Lissabon Rang vier im 60-Meter-Lauf. Mayola siegte außerdem dreimal (1998, 2000, 2001) bei den Kubanischen Landesmeisterschaften im 100-Meter-Lauf.

## Bestzeiten
- Freiluft
  - 100-Meter-Lauf: - 10,10 s (1999)
  - 200-Meter-Lauf: - 20,99 s (2004)
- Halle
  - 50-Meter-Lauf: - 5,61 s (2000)
  - 60-Meter-Lauf: - 6,49 s (2000)

## Sonstiges
Bei einer Körpergröße von 1,70 Metern wird sein Wettkampfgewicht mit 72 kg angegeben.